# Schefflera pes-avis
Schefflera pes-avis är en araliaväxtart som beskrevs av René Viguier. Schefflera pes-avis ingår i släktet Schefflera och familjen araliaväxter. Inga underarter finns listade.